# Josef Lada
Josef Lada, né le 17 décembre 1887 à Hrusice et mort le 14 décembre 1957 à Prague, est un peintre, illustrateur, scénographe et écrivain tchécoslovaque.
Il est le fils d’un cordonnier, Josef Lada (1847-1904), et d’Elizabeth née Janovská (1843-1912), c’est le plus jeune des quatre enfants. Il a un frère Franz et deux sœurs Antonia et Marie.
Il est connu pour avoir réalisé les illustrations du roman Le Brave Soldat Chvéïk de Jaroslav Hašek. Il est également l'auteur et le dessinateur des aventures de Mikeš, histoire d'un chat noir doué de parole.

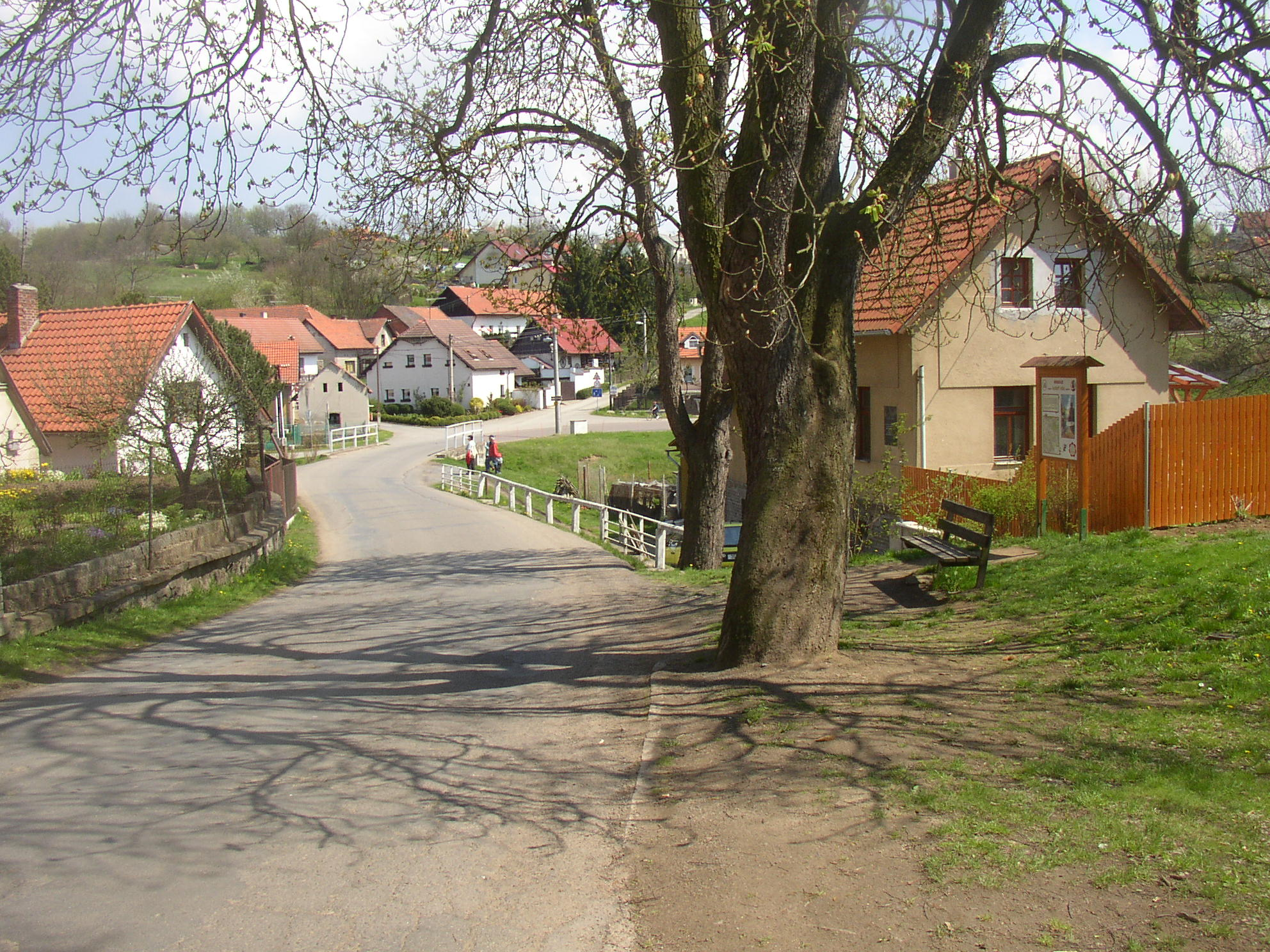
Rue principale. A droite s'élevait jusqu'en 1932 la maison natale de J. Lada

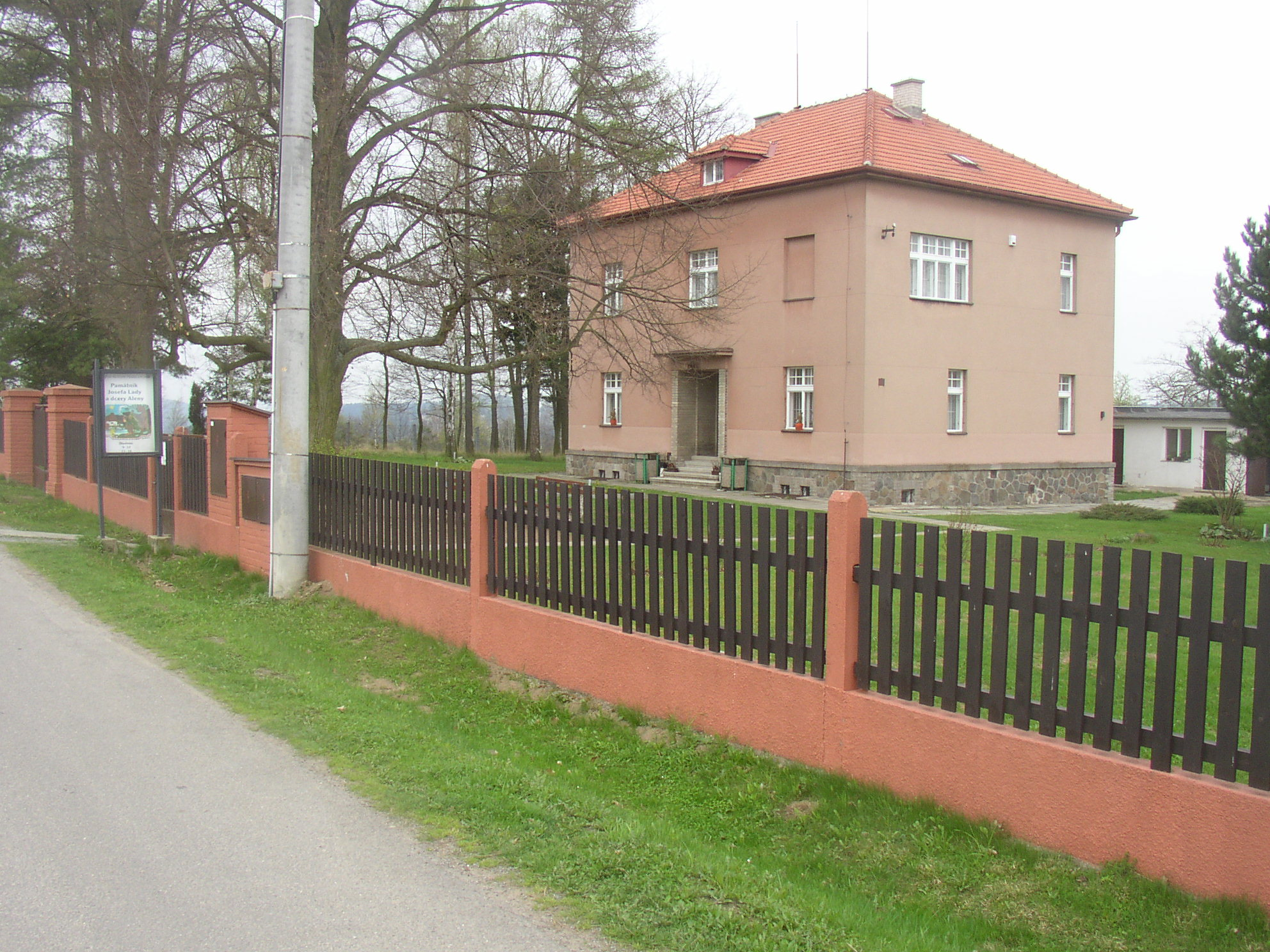
Villa de Lada, devenue Musée Josef Lada

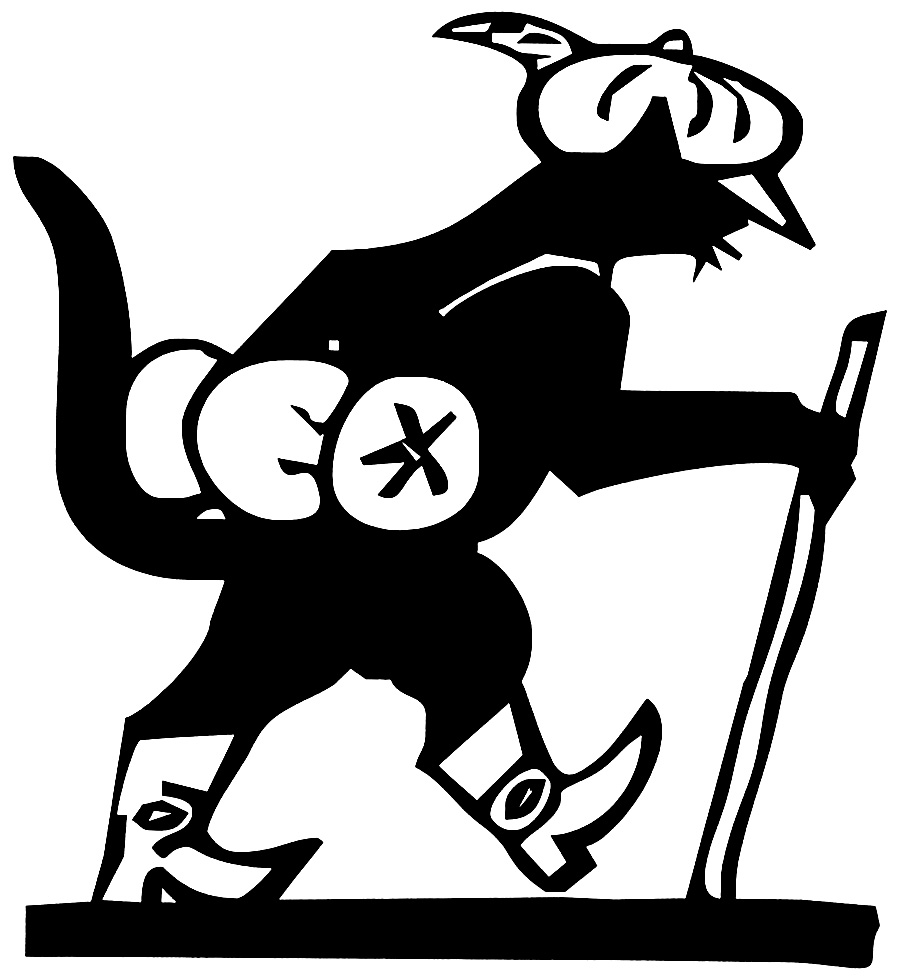
Mikeš, le chat

## Biographie
Né dans le petit village de Hrusice d'où il tire les principaux thèmes de ses peintures et illustrations, il arrive à Prague en 1901, à l'âge de 14 ans, où il découvre le dessin.
Il s'installe dans le quartier de Vinohrady où il devient apprenti peintre et décorateur de théâtre. Un an plus tard, il entre en apprentissage comme relieur.
Dessinateur autodidacte, il développe peu à peu un style distinctif et typique de personnages aux lignes fortes et formes arrondies. En effet, devenu aveugle d’un œil à l'âge de six mois (il tombe sur un couteau de cordonnier), sa vision de l'espace en est profondément marquée.
Il s’illustre en tant que dessinateur, illustrateur et aussi écrivain. En plus des nombreux contes de fées et livres pour enfants, qu’il écrit lui-même (parmi les plus célèbres le Chat Mikes), il illustre notamment Les aventures du brave soldat Švejk de Jaroslav Hašek.
Il est également l'auteur de décors, de scènes et de costumes pour des pièces de théâtre et opéras pour le Théâtre National, à Prague.
Dans le domaine des beaux-arts il crée plus de 400 images libres de droit et près de 15.000 illustrations. Elles lui sont inspirées par le poète tchèque Jaroslav Seifert, prix Nobel de littérature en 1984.
Le 18 juin 1923, il épouse Hannah Budějicka (1888-1951). De cette union naissent deux filles, Alena (1925-1992) et Eva. Alena Ladová est aussi un illustratrice et peintre. Eva, née le 18 décembre 1928, était une talentueuse pianiste, elle décède à l'âge de 16 ans lors du bombardement aérien sur le Cloître d'Emmaüs, à Prague, le 14 février 1945.
Il est enterré au cimetière d'Olšany à Prague.

## Fondateur duConte moderne
Avec Čapek, Nezval et Vančura il est l'un des fondateurs du "Conte moderne" (moderní pohádky) en littérature tchèque moderne (1848-1938), ce pour quoi il reçoit en 1947, le titre d'artiste national.